# Carlo Lurago
Carlo Lurago (1615 à Pellio Intelvi - 1684 à Passau) est un architecte italien de la famille des Lurago.

## Biographie
Carlo Lurago est un ami d'Antonio Aichl, le grand-père de Santini-Aichl. Il est surtout actif à Prague.

## Réalisations et projets
- Hôtel de ville (de) de Náchod, 1637-1659
- restauration de l'église Saint-Sauveur de Prague, 1638-1648
- Collège jésuite de Březnice et église attenante (cs), 1640-1642
- Chœur de l'église Notre-Dame-sous-la-Chaîne de Prague, 1640-60
- Modifications et élargissement du château de Náchod (cs), 1650-1659
- Clementinum, à Prague, 1653-1660
- Modification et baroquisation des annexes du château des comtes Herberstein (en) à Grafenort dans le comté (Powiat) de Kłodzko, 1653-1658
- Église de l'Assomption (cs) à Hradec Králové, 1654-1666
- Église Saint-Ignace (cs) de Klatovy, 1654-1679
- Collège jésuite (pl) de Kłodzko, 1654-1690
- Modification du château (cs) de Nové Město nad Metují, 1655-1661
- Église (cs) de Svatý Jan pod Skalou, dans le district de Beroun, 1657-1739
- Cloître de l'église de pèlerinage de la Svatá Hora (cs) près de Příbram, 1659-1674
- Palais Kinský (cs), rue Hybernská (ca 1660)
- Monastère de Waldl (de) dans le district de Červený Újezd, 1663-1668
- Église Saint-Ignace de Prague, 1665-70
- Pavillon de chasse (de) pour le prince Humprecht Jan Černín z Chudenic (en), Sobotka, 1666-1668
- Cathédrale Saint-Étienne de Passau, 1668
- Église de pèlerinage de Maria Taferl im Pöggstall, 1670
- Porte Léopold de la forteresse de Vyšehrad, 1670
- Séminaire attenant à l'église Saint-Nicolas de Malá Strana, 1673
- Palais Lobkowicz au château de Prague (ca 1677)
- Église Saint-François-Séraphin de Prague, 1679-89
- Projet pour la rénovation de l'église Saint-Ignace (cs) de Chomutov, 1688